# Nodozana pyrophora
Nodozana pyrophora är en fjärilsart som beskrevs av George Francis Hampson 1911. Nodozana pyrophora ingår i släktet Nodozana och familjen björnspinnare. Inga underarter finns listade i Catalogue of Life.